# Cezures
Cezures es una de las 44 parroquias del concejo de Tineo, situada al noreste de la capital del concejo limita con los pueblos de Brañalonga, Faedo y Monteoscuro.

## Geografía y Población
- Su población ronda los 53 habitantes (2006)
- Se sitúa a 753 metros de altura

## Entidades de población
La parroquia cuenta con las siguientes entidades de población, con el tipo de población según el Nomenclátor de la Sociedad Asturiana de Estudios Económicos e Industriales, la toponimia asturiana oficial en asturiano y la población según el Instituto Nacional de Estadística:
| Localidad   | Nombre oficial (en asturiano) | Tipo de población | Habitantes (INE, 2020) |
| Buspaulín   | Baspaulín                     | Aldea             | 5                      |
| Cezures     | Cezures                       | Aldea             | 18                     |
| Monteoscuro | Montescuru                    | Aldea             | 7                      |

## Población
En 2020 contaba con una población de 30 habitantes (INE, 2020) repartidos en un total de 41 viviendas (INE, 2010).